# San Pedro Bercianos
San Pedro Bercianos es un municipio y lugar español de la provincia de León, en la comunidad autónoma de Castilla y León. Se encuentra en la comarca del Páramo Leonés y cuenta con una población de 226 habitantes (INE 2024).
Lugar de paso entre las localidades de La Bañeza, Santa María del Páramo y León, su origen se remonta a la repoblación mozárabe que tuvo lugar en el reino de León entre los siglos IX y X, posiblemente como parte de una línea defensiva a lo largo de la llanura del Páramo.
Las primeras menciones históricas tuvieron lugar en el año 812 gracias a un documento en el que se menciona a la vecina Bercianos del Páramo. En el año 1135, el rey Fernando II de León dona la localidad al monasterio de Santa María de Carrizo.

## Toponimia
El topónimo de San Pedro Bercianos alude, por un lado, a la advocación de San Pedro, y por otro a la palabra «Bercianos», que haría referencia a su constitución como núcleo, en el contexto de la Reconquista, con gentes llegadas del Bierzo,

## Geografía

### Ubicación
San Pedro Bercianos se encuentra en la comarca del Páramo Leonés, en el sur de la provincia de León, a una altitud de 823 m s. n. m. Su término municipal limita al norte con Bustillo del Páramo, Chozas de Abajo y Valdevimbre, al sur con Urdiales del Páramo, Santa María del Páramo y Bercianos del Páramo, al este con Valdevimbre y al oeste con Bustillo del Páramo.
| Noroeste: Bustillo del Páramo   | Norte: Chozas de Abajo    | Noreste: Valdevimbre |
| Oeste: Urdiales del Páramo      |                           | Este: Valdevimbre    |
| Suroeste Santa María del Páramo | Sur: Bercianos del Páramo | Sureste: Valdevimbre |

### Orografía
San Pedro Bercianos se encuentra en la zona central de la planicie del Páramo Leonés. Esta extensa plataforma -geológicamente un extenso interfluvio entre los valles de los ríos Órbigo y Esla- presenta un relieve prácticamente llano, de pendientes suaves, y así la altitud media del municipio está en los 828 m s. n. m., entre los 843 m s. n. m. de la zona más alta situada en la parte noreste y los 819 m s. n. m. de la zona más baja, en el extremo sur del término municipal. A nivel general, el municipio se sitúa en la zona noroccidental de la cuenca del Duero, depresión de origen terciario colmatada por materiales continentales que posteriormente fueron erosionados y recubiertos por sedimentos cuaternarios. A este último periodo pertenecen la mayoría de materiales que nos encontramos, principalmente áridos naturales: limos arcillosos -utilizados tradicionalmente para la elaboración de cerámica-, y arenas y gravas -usadas para la construcción y las obras públicas.

### Hidrografía
El municipio se encuentra en la cuenca hidrográfica del Duero, cuyos cursos fluviales, a nivel general, se caracterizan por la irregularidad de su caudal, con estiajes en época estival y crecidas en otoño e invierno debido a la lluvia. La planicie del Páramo no es atravesada por ningún río de importancia, y en el caso de San Pedro Bercianos, su territorio es atravesado por un único cauce natural, el arroyo de Valdelapuerca. Asimismo, y debido al plan de regadíos desarrollado en los años sesenta tras la construcción del embalse de Barrios de Luna, el terrazgo cuenta con el abastecimiento de dos canales principales -Urdiales y Santa María- y numerosos canales secundarios -entre los que destaca el Canal de La Mata del Páramo-. En aquellas zonas de drenaje deficiente aparecen pequeñas lagunas o zonas de encharcamiento, de carácter estacional, que desaparecen en época estival. La mayoría de ellas han sido desecadas por la acción del hombre e incorporadas al suelo cultivable.

## Historia

### Edades Media y Moderna

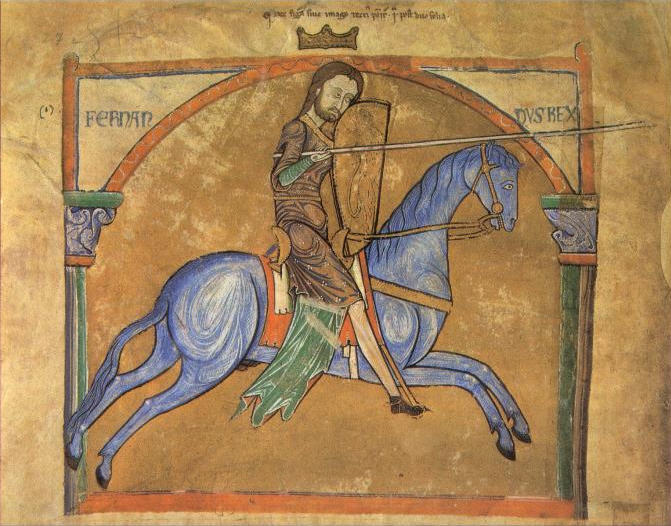
Fernando II donó la localidad al monasterio de Santa María de Carrizo en 1135

Los restos hallados en la zona registran la presencia de población desde la Edad del Hierro hasta la Baja Edad Media, aunque no existen datos documentados sobre ella durante varios siglos. Es en el siglo IX, con el avance hacia el sur de la monarquía asturiana, cuando tienen lugar las primeras menciones de poblaciones cercanas a San Pedro Bercianos como en 812, cuando se cita a la vecina «Berzianos» (Bercianos del Páramo) y en 915, con alusiones a «Mata de Rege» y «Fontecta», que se corresponden con La Mata del Páramo y Fontecha del Páramo, respectivamente. Ya en el siglo XII hay menciones explícitas de la localidad, primeramente en 1135 cuando se dona la localidad al monasterio de Santa María de Carrizo, y posteriormente en 1164 bajo el nombre de «Sancti Petri de Berzianos» en un documento donde la localidad pasa de manos de Pedro Ordóñez a Pedro Gutiérrez.

## Demografía
Cuenta con una población de 226 habitantes (INE 2024).
| Gráfica de evolución demográfica de San Pedro Bercianos entre 1842 y 2021 |
| |
| Población de derecho según los censos de población del INE Población de hecho según los censos de población del INE Entre el censo de 1857 y el anterior disminuye el término del municipio porque independiza a San Esteban Nogales Entre el censo de 1860 y el anterior disminuye el término del municipio porque independiza a Bercianos del Páramo |

## Símbolos
Escudo

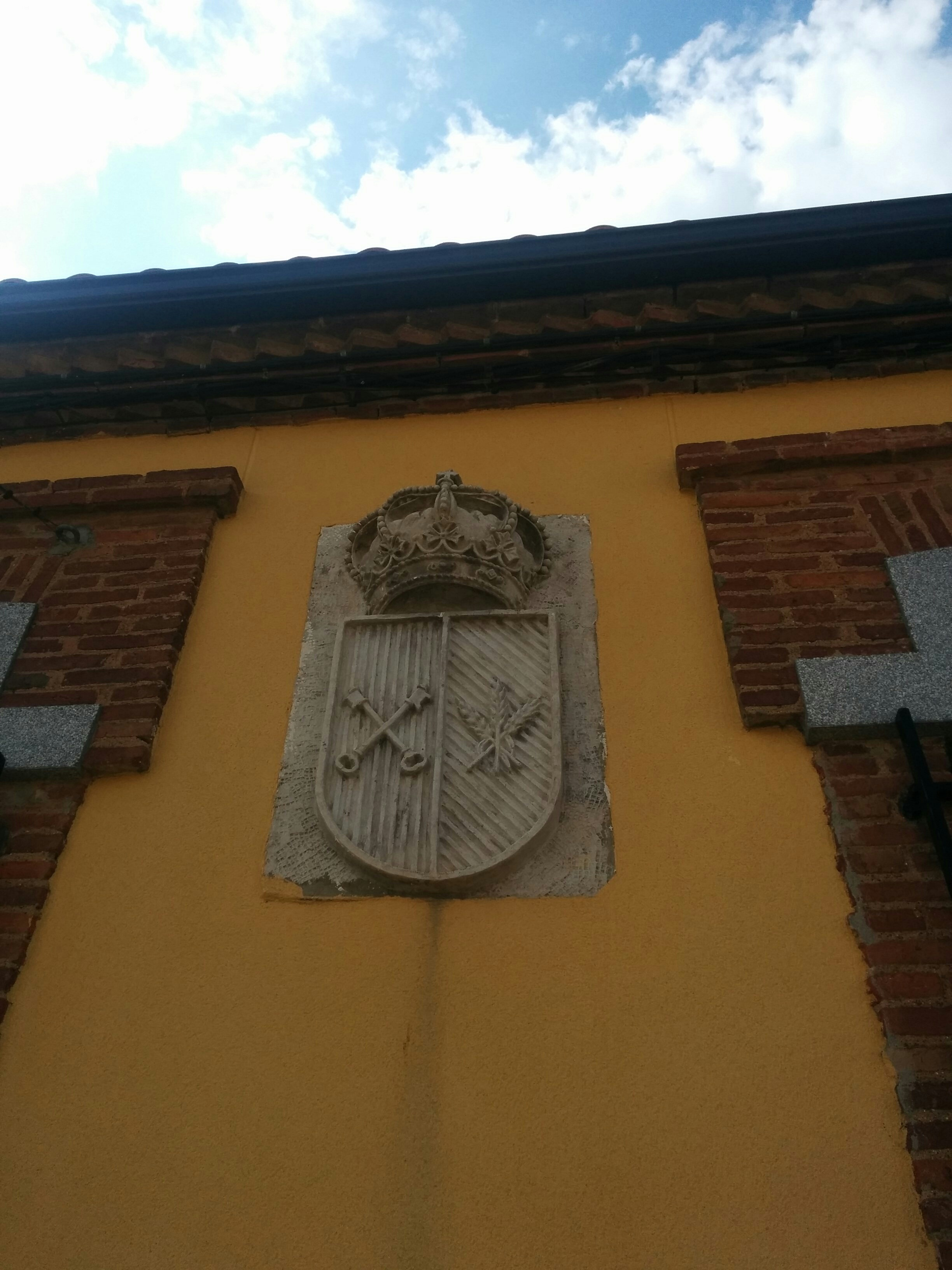
Escudo de San Pedro Bercianos en la casa consistorial

El escudo heráldico municipal fue aprobado por el Pleno del Ayuntamiento el 26 de septiembre de 2000 y publicado en el Boletín Oficial de Castilla y León el 9 de octubre del mismo año. Su descripción es la siguiente:

Escudo partido. 1.º de gules dos llaves de plata puestas en aspa. 2.º de sinople haz de tres espigas de oro. Al timbre corona real cerrada.

El escudo del municipio de San Pedro Bercianos se compone de dos partes verticales, en la primera de ellas se representan las llaves de San Pedro que hacen referencia al nombre del municipio, en la segunda se representan tres espigas de trigo que hacen referencia a la principal actividad económica del municipio, la agricultura.

## Política

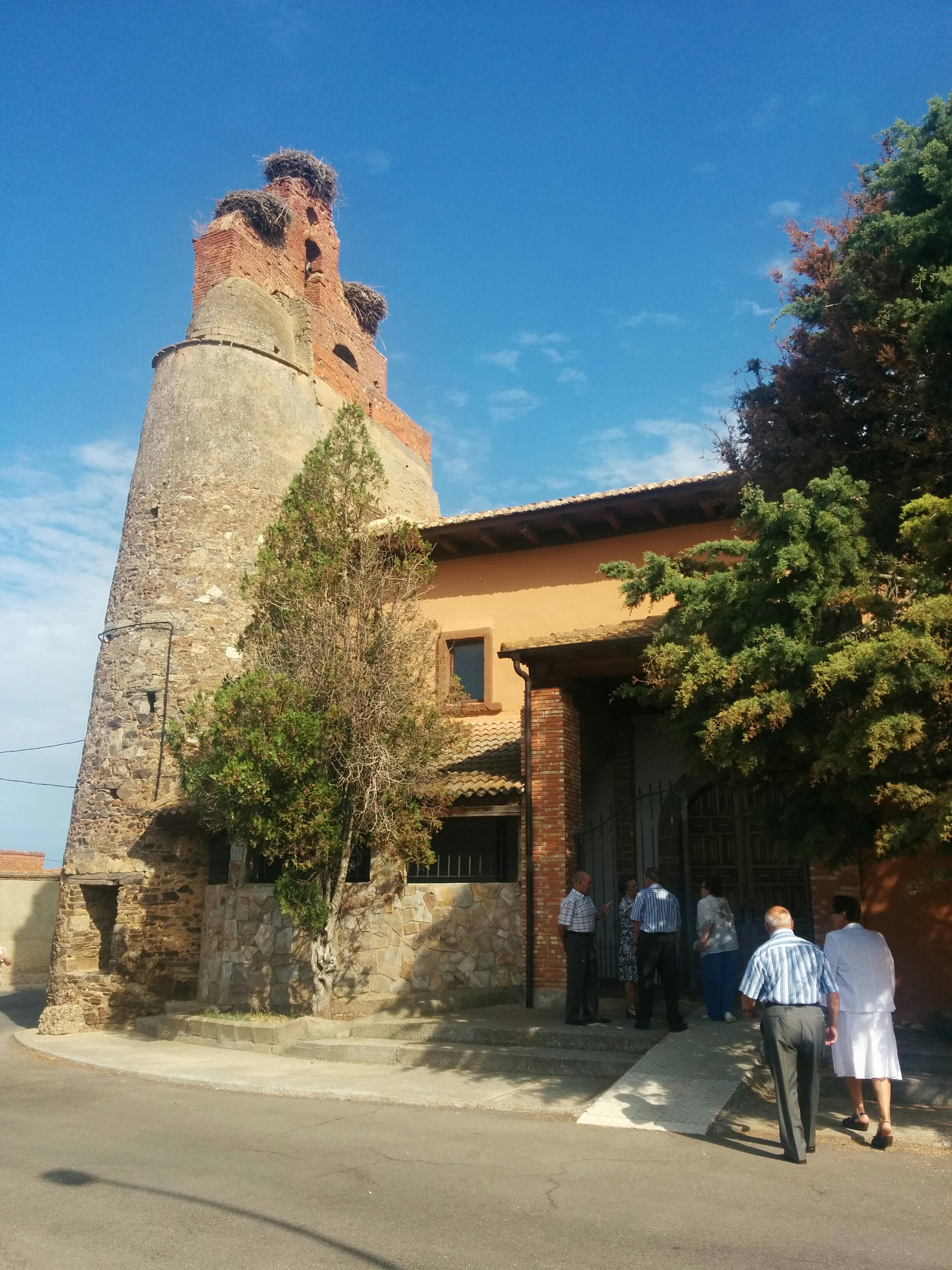
Iglesia de San Pedro Bercianos y gente acudiendo a misa

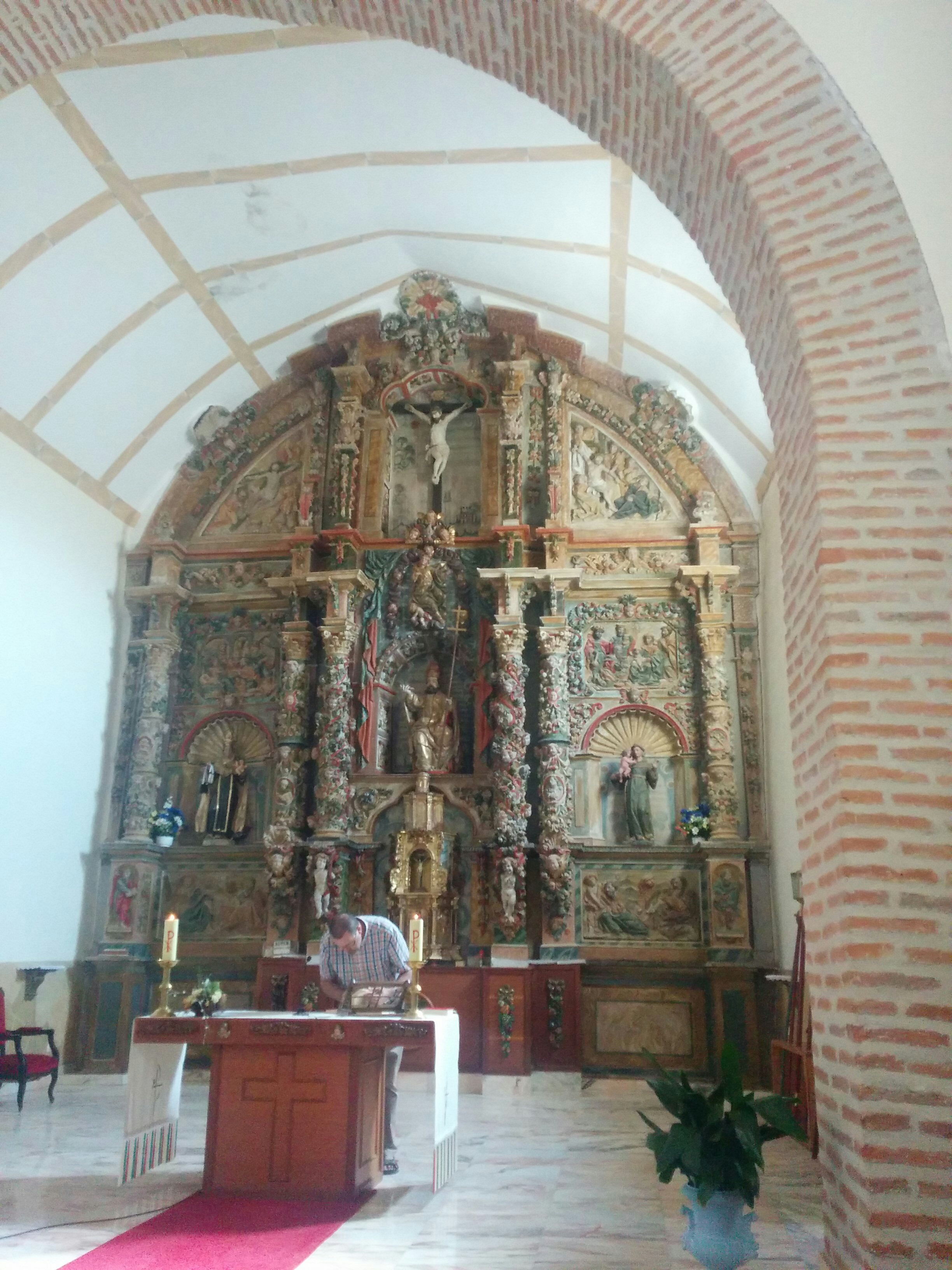
Retablo de la iglesia de San Pedro Bercianos mientras el cura prepara la misa

El municipio de San Pedro Bercianos engloba a las localidades de San Pedro Bercianos y La Mata del Páramo. El consistorio local se encuentra en el antiguo edificio de las escuelas situado en la calle La Carretera, 32. El edificio ha sido renovado para su uso institucional tras numerosas reformas. Los componentes del ayuntamiento se eligen cada cuatro años por sufragio universal entre todos los residentes mayores de 18 años empadronados en el municipio. De acuerdo a la Ley Orgánica del 19 de junio de 1985 del Régimen Electoral General, se eligen a 7 concejales desde 2003.
| Partido político                                  | 1979    | 1979       | 1983    | 1983       | 1987    | 1987       | 1991    | 1991       | 1995    | 1995       | 1999    | 1999       |
| Partido político                                  | % votos | concejales | % votos | concejales | % votos | concejales | % votos | concejales | % votos | concejales | % votos | concejales |
| Partido Popular (PP) (Alianza Popular hasta 1989) | -       | -          | 100     | 7          | 59,15   | 4          | 63,84   | 5          | 48,99   | 3          | 44,39   | 3          |
| Partido Socialista Obrero Español (PSOE)          | -       | -          | -       | -          | 40,43   | 3          | 10,71   | 0          | 12,96   | 1          | 22,87   | 2          |
| Unión de Centro Democrático (UCD)                 | 100     | 7          | -       | -          | -       | -          | -       | -          | -       | -          | -       | -          |
| Unión del Pueblo Leonés (UPL)                     | -       | -          | -       | -          | -       | -          | -       | -          | 36,84   | 3          | 30,94   | 2          |
| Independientes                                    | -       | -          | -       | -          | -       | -          | 24,11   | 2          | -       | -          | -       | -          |

| Partido político                         | 2003    | 2003       | 2007    | 2007       | 2011    | 2011       | 2015    | 2015       |
| Partido político                         | % votos | concejales | % votos | concejales | % votos | concejales | % votos | concejales |
| Partido Popular (PP)                     | 48,75   | 4          | 44,3    | 3          | 50,48   | 4          | 51,58   | 4          |
| Partido Socialista Obrero Español (PSOE) | 24,17   | 1          | 22,37   | 2          | 18,57   | 1          | 14,21   | 1          |
| Unión del Pueblo Leonés (UPL)            | 24,58   | 2          | 28,95   | 2          | 30,48   | 2          | 31,58   | 2          |